# Собор Будё
Собор Будё (норв. Bodø Domkirke) — лютеранская церковь в городе Будё, Нурланн, Норвегия. Собор диоцеза Сёр-Холугаланна, вмещает 850 человек.

## История
Старая церковь в Будё 1888 года постройки была разрушена во время Второй мировой войны 27 мая 1940 года, когда был взорван весь центр города. В 1946 году был проведён конкурс на лучший архитектурный проект новой церкви, в котором победили архитекторы Гудольф Блакстед и Герман Мунте-Каас. Первый камень фундамента был заложен в 1954 году, и уже спустя два года епископ Воллерт Крон-Хансен освятил новую церковь. К моменту завершения строительства она стала собором нового диоцеза Сёр-Холугаланна, основанного в 1952 году.
Собор Будё сооружён из бетона и имеет форму базилики. На территории церкви расположен памятник поэту Петтеру Дассу, выполненный Кристоффером Лейрдалом. Над алтарём на восточной стене находится 12-метровый витраж, разработанный Эге Сторстейном и построенный Боргаром Хауглидом. Отдельно стоящая 36-метровая башня с часами вмещает три колокола. Также в церкви расположен мемориал жителям Будё, погибшим в время Второй мировой войны. Надпись гласит: Til de fra Bodø som gav sitt liv for Norge under krig og okkupasjon 1940–1945. Ingen nevnt, ingen glemt, что можно перевести как «Уроженцам Будё, которые отдали свои жизни за Норвегию во время войны и оккупации 1940—1945 годов. Не названы, не забыты».